# 佐賀七賢
佐賀七賢（日语：佐賀の七賢人）是指七位活躍於日本江戶時代末期（即幕末時代）至明治時代，並出身自佐賀藩（今佐賀縣）的人物的總稱，他們均曾被視為偉人。

## 各人簡介
江藤新平
- 1834年生於佐賀郡八戶村（今佐賀市八戶町）。1871年日本政府實行廢藩置縣。1872年江藤就任司法卿，並於翌年成為參議員。1874年參與佐賀之亂失敗，遭捕殺。

大木喬任
- 1832年生於佐賀市水江。1868年擔任東京府知事。1871年開始先後就任初代文部卿、參議員、司法卿、元老院議長。1899年逝世。

大隈重信
- 1838年生於佐賀市水江。先後擔任參議員及參議兼大藏卿。1882年3月，組成立憲改進黨。同年10月，開設東京專門學校（亦即現在的早稻田大學）。1888年開始擔任外務大臣、內閣總理大臣。1914年，連任內閣總理大臣。1922年逝世。

佐野常民
- 1822年生於佐賀市川副町。1855年完成日本第一台蒸汽機關車模型。1867年參與巴黎萬國博覽會初次認識紅十字會組織。1877年設立博愛社。1880年就任大藏卿。1887年將博愛社改組成日本紅十字會。1902年逝世。

島義勇
- 1822年生於佐賀市。在1856年至1857年年間曾奉命到北海道及樺太一帶進行探索及調查。後來又於1869年擔任北海道開拓使主席判官，指揮建設札幌的工程。1871年出任秋田縣權令。1874年參與佐賀之亂失敗，遭捕殺。

副島種臣
- 1828年生於佐賀市。1869年開始歷任參議員、外務卿、內務大臣。1905年逝世。

鍋島直正（閑叟）
- 1814年生江戶，是佐賀藩第九代藩主鍋島齊直之子。1830年成為佐賀藩第十代藩主。受到武雄[註 1]領主鍋島茂義（日语：鍋島茂義）影響，在任期間採取開明政策，並於1834年於佐賀城下興建醫學館。1850年興建反射爐。1869年擔任北海道開拓使長官，但尚未就任便於1871年逝世。

## 相關項目
- 竹林七賢
- 枝吉神陽（日语：枝吉神陽）：幕末教育家，副島種臣之兄，有部分人士將他列為佐賀八賢。
- 弘道館 (佐賀藩)
- 義祭同盟
- 佐賀藩